# 小叶厚皮香
小叶厚皮香（学名：Ternstroemia microphylla），为山茶科厚皮香属下的一个种。其种加词microphylla，意为“小叶的”。